# 长梗蓼
长梗蓼（学名：Polygonum calostachyum）为蓼科蓼属下的一个种。

## 扩展阅读
- 維基物種上的相關：长梗蓼